# Euphorbiaceae incertae sedis
Euphorbiaceae incertae sedis (en latín: Euforbiáceas de lugar no especificado) es un grupo de géneros de la familia de las Euphorbiaceae cuya ubicación taxonómica con respecto al resto de los géneros del grupo aún no ha sido esclarecida.

## Géneros
- Afrotrewia -
- Chlamydojatropha -
- Myladenia -
- Radcliffea